# Флаг городского округа Павловский Посад
Флаг городского округа Па́вловский Поса́д Московской области Российской Федерации — опознавательно-правовой знак, служащий официальным символом муниципального образования.
Флаг утверждён 20 декабря 2002 года как флаг муниципального образования «Павлово-Посадский район» и внесён в Государственный геральдический регистр Российской Федерации с присвоением регистрационного номера 1122.
28 сентября 2007 года, решением Совета депутатов Павлово-Посадского муниципального района № 459/65, предыдущее решение было признано утратившим силу и данный флаг был утверждён флагом муниципального образования Павлово-Посадский муниципальный район.
24 февраля 2012 года, решением Совета депутатов Павлово-Посадского муниципального района № 368/48, учитывая рекомендации Геральдической комиссии Московской области, было утверждено новое положение о флаге Павлово-Посадского муниципального района, которым, среди прочего, было утверждено новое описание флага.
Флаг Павлово-Посадского муниципального района составлен на основании герба по правилам и традициям вексиллологии и отражает исторические, культурные, социально-экономические, национальные и иные местные традиции.
Законом Московской области от 28 декабря 2016 года № 185/2016-ОЗ все муниципальные образования Павлово-Посадского муниципального района были преобразованы в городской округ Павловский Посад.
Решением Совета депутатов городского округа Павловский Посад от 26 сентября 2017 года № 106/11, флаг Павлово-Посадского муниципального района был утверждён флагом городского округа Павловский Посад.

## См. также

Флаги муниципальных образований Павлово-Посадского района
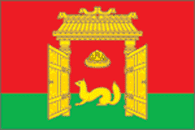
Флаг городского поселения Большие Дворы
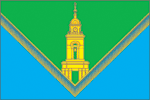
Флаг городского поселения Павловский Посад
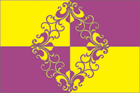
Флаг сельского поселения Аверкиевское
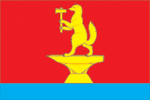
Флаг сельского поселения Кузнецовское
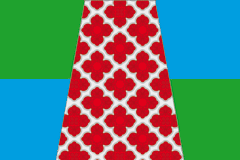
Флаг сельского поселения Рахмановское
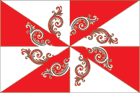
Флаг сельского поселения Улитинское

## Описание
Описание флага, утверждённое решением Совета депутатов Павлово-Посадского района от 20 декабря 2002 года № 194/44, гласило:

Флаг Павлово-Посадского района представляет собой синее прямоугольное полотнище с соотношением ширины к длине 2:3, несущее гербовую композицию: красный треугольник, вершина которого составляет 7/9 ширины, окаймлённый свисающей жёлтой бахромой, и на нём жёлтая садовая роза на разделяющемся натрое стебле с тремя цветками.
Описание флага, утверждённое решением Совета депутатов Павлово-Посадского муниципального района Московской области от 28 сентября 2007 года № 459/65, гласило:

Флаг Павлово-Посадского муниципального района представляет собой синее прямоугольное полотнище с соотношением ширины к длине 2:3, несущее гербовую композицию: красный треугольник, вершина которого составляет 7/9 ширины, окаймлённый свисающей жёлтой бахромой, и на нём жёлтая садовая роза на разделяющемся натрое стебле и с тремя цветками.
Описание флага, утверждённое решением Совета депутатов Павлово-Посадского муниципального района Московской области от 24 февраля 2012 года № 368/48, гласит:

Прямоугольное двустороннее синее полотнище с отношением ширины к длине 2:3, несущее гербовую композицию: красный треугольник окаймлённый свисающей жёлтой бахромой по бокам, вершина которого опущена по центру вниз полотнища на 7/9 его ширины и на нём куст золотой садовой розы разделяющийся на три стебля с тремя цветками, средний из которых больше.

## Обоснование символики
Флаг Павлово-Посадского муниципального района по своему содержанию един и гармоничен: все фигуры флага символизируют Павлово-Посадский муниципальный район и его жителей как тружеников, огромный вклад которых в экономическое, культурное, духовное развитие своего родного края и Московской области имеет немаловажное значение.
Центром Павлово-Посадского муниципального района является одноимённый город Павловский Посад (древнее название Вохна, впоследствии село Павлово), который ведёт свою историю с письменного упоминания в 1328 году в духовном завещании Московского князя Ивана Калиты.
Современный Павлово-Посадский муниципальный район с развитой текстильной промышленностью во многом определяет облик и жизнь района.
Экономическое развитие города и района связано с широким развитием торговли и производства различных текстильных изделий, в том числе известных на весь мир набивных шалей, входящих в золотой фонд декоративно-прикладного искусства России, — что и показано во флаге красным остриём (углом) с бахромой и тремя розами.
Роза — символ завершённости, полноты и совершенства, показывает природную красоту, воплощённую в изделиях известных на всю страну павловопосадских мастериц.
Жёлтый цвет (золото) символизирует богатство, справедливость, уважение, великодушие.
Красный цвет в геральдике символизирует труд, жизнеутверждающую силу, мужество, праздник, красоту.
Синяя (лазоревая) часть флага символизирует географическое расположение района на реке Клязьме.
Синий цвет (лазурь) в геральдике — символ возвышенных устремлений, мышления, искренности и добродетели.

## Авторская группа
В решениях Совета депутатов от 2002 года и 2007 года в авторской группе указывались: Константин Фёдорович Мочёнов (идея флага), Сергей Александрович Исаев (компьютерный дизайн), Галина Александровна Туник (обоснование символики).
Решением Совета депутатов от 2012 года состав авторской группы был изменён: Валентина Иноземцева и Сергей Белокур (идея флага), Константин Фёдорович Мочёнов (геральдическая доработка), Сергей Александрович Исаев (компьютерный дизайн), Галина Александровна Туник (обоснование символики).